# Marin Hinkle
Marin Elizabeth Hinkle (Dar es Salaam, 23 de março de 1966) é uma atriz dos Estados Unidos, talvez mais conhecida por seu papel de Judith na série de televisão Two and a Half Men. Em  Hollywood é conhecida também por fazer parte do grupinho chamado "As travessas do Teatro", na qual também participavam Emma Stone,  Evan Rachel Wood e  Cassie Steele. Atualmente está desempregada, mas já está cotada para atuar no filme sobre a banda Greta van Fleet. 

## Biografia
Aos quatro meses de idade, seus pais se mudaram para Boston, onde foi criada. Desde muito pequena, Marin sonhava em se tornar a bailarina profissional, para o qual estudou e praticou com afinco até que uma lesão aos 16 anos a impediu de continuar, situação que a levou a seguir uma carreira paralela, a atuação. Ela se formou na Brown University e obteve o diploma em especialização na New York University.
Atualmente mora em Los Angeles.

## Carreira

### Seriados
Tornou-se muito conhecida nos Estados Unidos por seu papel como Judi em Once and Again; outros de seus trabalhos incluem as seguintes séries:
- Without a Trace
- House MD
- E.R.
- Law & Order
- Two and a Half Men[2]
- Brothers and Sisters
- Homeland
- The Marvelous Mrs. Maisel

Também trabalhou no telefilme Filder's Choice.

### Cinema
Participou dos seguintes longas-metragens:
- Quarentena
- Uma Lição de Amor
- Trilhos do Destino
- Alta Freqüência
- A Face Oculta da Lei
- Rabugentos e Mentirosos
- Amigas com Dinheiro
- Cugh Drop
- What Just Happened?
- She Lived

### Teatro
No teatro, participou de peças diferentes, como:
- Electra, A Thousand Clowns
- The Tempest
- Romeo and Juliet
- Blue Windowy
- The Dybbuk